# Cserei-ér
A Cserei-ér egy kis erecske Debrecen és Nagycsere közelében. Nyáron gyakran kiszárad.

## Állatvilága
A patakban hal nem él. Viszont sok ritka  madár figyelhető meg a közelében. Pl:. 
- Fekete gólya
- Fehér gólya
- Szürke gém
- Fekete harkály

Gyakori kétéltűi a kecskebéka és a vöröshasú unka, és néha megfigyelhető a tarajos gőte is.
A patakban pióca él.